# Lipiniella araenicola
Lipiniella araenicola är en tvåvingeart som beskrevs av Shilova 1961. Lipiniella araenicola ingår i släktet Lipiniella och familjen fjädermyggor. Arten har ej påträffats i Sverige. Inga underarter finns listade i Catalogue of Life.